# Róka Gyula (tánctanár, 1846–1899)
Róka Gyula, születési nevén Fuchs Gyula (Pest, 1846. október 12. [keresztelés] – Budapest, 1899. augusztus 5.) magyar táncos, táncmester, vésnök, Róka János öccse, Róka Pál apja.

## Pályafutása
Fuchs Pál evangélikus kádár és a római katolikus Malovitzky Zsófia fiaként született. A Nemzeti Színház balettiskolájában folytatta tanulmányait, ezután a színháznál lett karaktertáncos. Színpadi pályafutása rövid volt, tekintélyes karaktertáncosnak ismerték. Később megnyitotta tánciskoláját, ahol az 1870-es években társastáncok oktatásával foglalkozott. Fuchs családi nevét 1873-ban Rókára változtatta. 1897-1898-ban a II. kerületi községi polgári fiúiskolában, a Medve Utcai Népiskolában táncot tanított. Kinevezték a Magyarországi Tánctanítók Egyesületének alelnökévé, mely tisztségét élete végéig betöltötte. 1894-től 1911-ig szerkesztette a Tánctanítók Lapját. Halálát tüdővész okozta. Felesége Schütt Adél Teréz volt (Schütt Károly és Pisztóry Rozina lánya), akivel 1870. május 14-én kötött házasságot a pest-belvárosi római katolikus plébánián.